# Protosticta trilobata
Protosticta trilobata är en trollsländeart som beskrevs av Fraser 1933. Protosticta trilobata ingår i släktet Protosticta och familjen Platystictidae. IUCN kategoriserar arten globalt som otillräckligt studerad. Inga underarter finns listade i Catalogue of Life.